# Гендрік Оффергаус
Гендрік Оффергаус (нід. Hendrik Offerhaus, 20 травня 1875 — 2 вересня 1953) — нідерландський академічний веслувальник.
Бронзовий призер Олімпійських Ігор 1900 року в складі вісімки.